# Taylor Stoehr
Taylor Stoehr (1931–2013) foi um professor e autor americano. Ele editou vários volumes da obra de Paul Goodman como seu executor literário . 

## Funciona
- Dickens: A postura do sonhador (1965) [1]
- Cientistas Loucos de Hawthorne: Pseudociência e Ciências Sociais (1978) [2]
- Negativos em Concord: Emerson, Alcott e Thoreau (1979) [3]
- Here Now Next: Paul Goodman e as Origens da Terapia Gestalt (1994) [4]

Editado

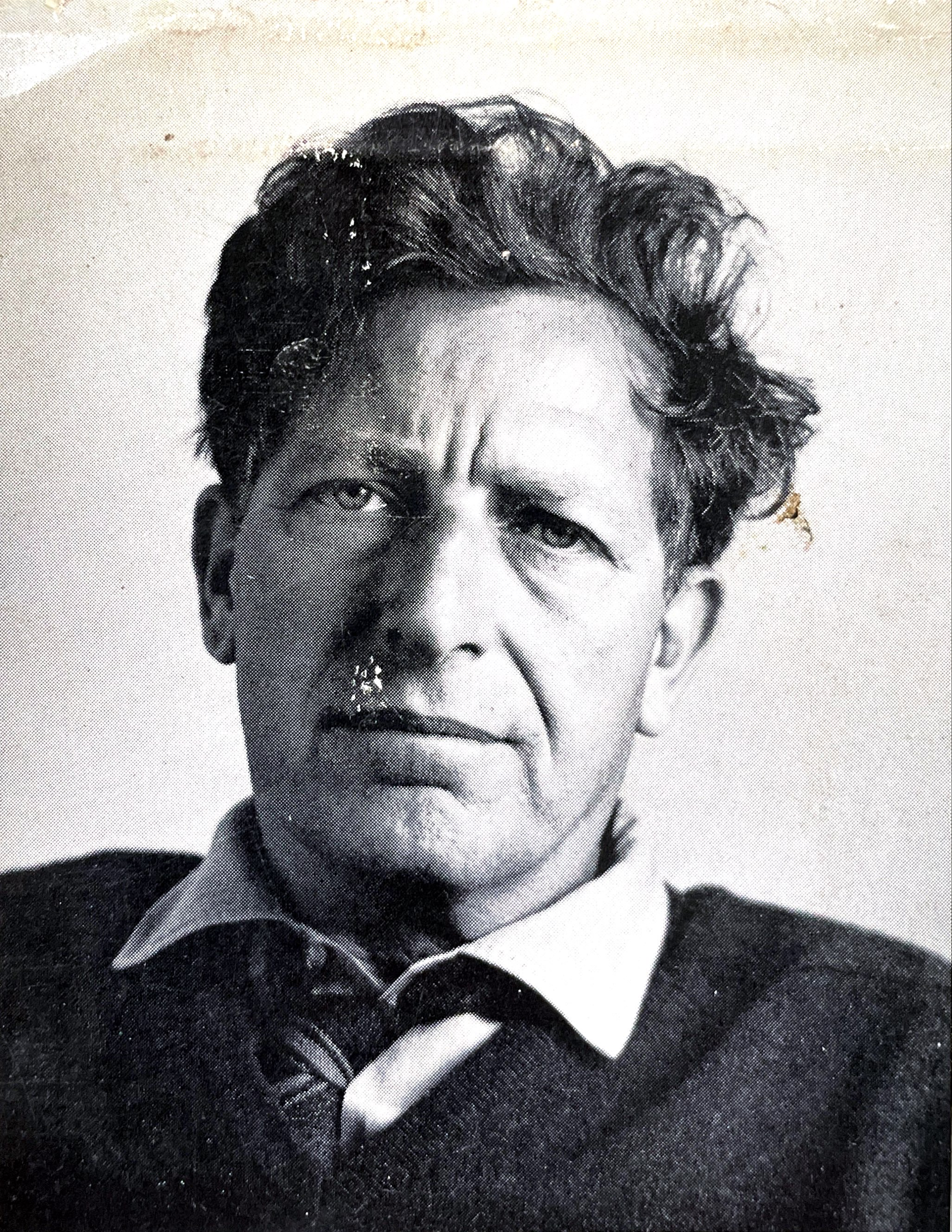
Stoehr foi o executor literário de Paul Goodman (foto)

- Poemas coletados de Paul Goodman (1976)
- Desenhando a linha: os ensaios políticos de Paul Goodman (1977) [5]
- O espírito do criador vem: os ensaios literários de Paul Goodman (1977) [5]
- A natureza cura: os ensaios psicológicos de Paul Goodman (1977) [5]
- The Collected Stories of Paul Goodman (1978–1980, quatro volumes) [6]
- Esperança Louca e Experiência Finita: Ensaios Finais de Paul Goodman (1994) [7]
- Descentralizando o poder: a crítica social de Paul Goodman (1994) [7]
- Formato e ansiedade: Paul Goodman critica a mídia (1995) [7]
- O Leitor de Paul Goodman (2011) [8]